# The Ides of March (album)
The Ides of March è il secondo album in studio del cantautore statunitense Myles Kennedy, pubblicato il 14 maggio 2021 dalla Napalm Records.

## Tracce
Testi e musiche di Myles Kennedy.
1. Get Along – 4:12
2. A Thousand Words – 3:41
3. In Stride – 3:47
4. The Ides of March – 7:39
5. Wake Me When It's Over – 4:44
6. Love Rain Down – 5:00
7. Tell It Like It Is – 4:16
8. Moonshot – 4:57
9. Wanderlust Begins – 4:06
10. Sifting Through the Fire – 4:26
11. Worried Mind – 4:41

Traccia bonus (digipak, LP)
1. The Ides of March (Demo) – 7:38

Traccia bonus nell'edizione di Best Buy
1. Get Along (Demo) – 4:17

7" bonus nell'edizione deluxe
1. A Thousand Words (Demo) – 3:42

## Formazione
Musicisti
- Myles Kennedy – voce, chitarra, lap steel guitar, tastiera, mandolino
- Zia Uddin – batteria, percussioni
- Tim Tournier – basso

Produzione
- Michel "Elvis" Baskette – produzione, missaggio
- Jef Moll – ingegneria del suono, montaggio
- Brad Blackwood – mastering

## Classifiche
| Classifica (2018)          | Posizione massima |
| -------------------------- | ----------------- |
| Austria                    | 8                 |
| Belgio (Fiandre)           | 106               |
| Belgio (Vallonia)          | 132               |
| Germania                   | 9                 |
| Paesi Bassi                | 57                |
| Polonia                    | 36                |
| Regno Unito                | 20                |
| Regno Unito (rock & metal) | 1                 |
| Stati Uniti                | 170               |
| Stati Uniti (alternative)  | 7                 |
| Stati Uniti (independent)  | 26                |
| Stati Uniti (rock)         | 33                |
| Svizzera                   | 11                |